# Pompônio Basso (cônsul em 211)
Pompônio Basso (em latim: Pomponius Bassus) foi um oficial do século III, ativo sob os imperadores Sétimo Severo (r. 193–211) e Caracala (r. 211–217). Era provavelmente filho de Caio Pompônio Basso Terenciano, o cônsul sufecto de 193, e pai de outro Basso, que lhe serviu como tenente. Ele era casado com Ânia Faustina. Também é possível que fosse parente de Pompônia Umídia, seja como pai ou avô desta.
De sua carreira se sabe que foi nomeado, em 211, como cônsul ordinário com Édio Loliano Terêncio Genciano, e que em 212/217 foi legado imperial propretor na Mésia Inferior ou Superior. Ele foi morto em ca. 220 pelo imperador Heliogábalo (r. 218–222), que casar-se-ia com sua esposa em 221.